# Almirante Dot
Almirante Dot (1859 o 1863–28 de octubre de 1918), nacido Leopold S. Kahn, fue un actor enano descubierto por P. T. Barnum.

## Biografía
Nació en 1859  o 1863 en San Francisco del judío alemán Gabriel Kahn y su esposa Caroline. Su madre había dado a luz diez hijos, pero solo tres sobrevivieron. Su sobrino conocido como Mayor Atom y su hermano apodado General Pin (1881-?) también fueron enanos hipofisarios o proporcionados después contratados por Barnum. Su madre fue declarada demente y encerrada en un psiquiátrico tras intentar ahogar a Pin cuando tenía dos años.
Después de otro incendio que destruyó su New American Museum, Barnum se tomó unas vacaciones por la costa oeste. En San Francisco, Gabriel Kahn le ofreció a su hijo. El empresario escribiría: "Durante la semana que invertimos en ver San Francisco y sus suburbios [en 1869], descubrí un enano más diminuto que Tom Thumb cuando le encontré, y tan guapo, bien formado y cautivador, que no podía resistir la tentación de contratarle. Le di el apodo de Almirante Dot, le vestí con uniforme de almirante completo, e invité a los editores de los periódicos de San Francisco a visitarle en la sala del Cosmopolitan Hotel. Inmediatamente  hubo un inmenso furor, y los Woodward Gardens, donde estuvo exhibido durante tres semanas antes de irnos al este, diariamente se llenaban con multitudes de ciudadanos curiosos, bajo cuyos ojos él había vivido tanto tiempo sin descubrir".
En 1877 empezó a actuar en la Lilliputian Company, una compañía de teatro y vodevil formada por actores enanos, llegando a ser anunciado como "El actor de carácter más pequeño del mundo". Allí coincidió con los hermanos Magri. Durante los años 1890 estuvo de gira con el Adam Forepaugh Circus.
El 14 de agosto de 1892 se casó con Lottie Naomi Swartwood (1867 o 1869-1950), otra actriz de la Lilliputian Company donde ingresó siendo una adolescente de 67 cm. Ella era presbiteriana pero se convirtió al judaísmo para casarse con él, en una ceremonia nupcial judía a la que asistieron muchos otros actores enanos. Tuvieron dos niños de talla normal, una hija Hazel Kahn Golden (1893-1918) y un hijo Gabriel Kahn (1896-1982).
Tanto Leopold como Lottie continuaban creciendo lentamente y para el inicio de siglo ya no eran precisamente diminutos, así que se retiraron a White Plains, Nueva York, donde invirtieron el dinero ganado en abrir un hotel. Buscando respetabilidad, Leopold se convirtió en ayudante del sheriff y en bombero voluntario, siendo la persona de menor estatura que haya ejercido estos cargos en Estados Unidos. En 1911 trabajó en la extinción del fuego en su propio hotel, que resultó destruido en un incendio. Murió en su casa de White Plains, Nueva York, el 28 de octubre de 1918 en la pandemia de gripe española, con 55 o 59 años y 1,20 m de estatura. Su hija Hazel, también enferma de gripe, murió dos días después.